# جيسي وارد
جيسي وارد (بالإنجليزية: Jessie Ward) هي ممثلة أمريكية، ولدت في 18 فبراير 1982 في الولايات المتحدة.

## أعمال

### أفلام
- (2008)  لا تنظر للخلف
- (2012) ماذا تتوقع وأنت في انتظار طفل[2]

## وصلات خارجية
- جيسي وارد على موقع IMDb (الإنجليزية)
- جيسي وارد على موقع ألو سيني (الفرنسية)
- جيسي وارد على موقع أول موفي (الإنجليزية)
- جيسي وارد على موقع قاعدة بيانات الفيلم (الإنجليزية)
- جيسي وارد على موقع كينوبويسك (الروسية)